# Еберхард IV фон Ербах
Еберхард IV фон Ербах „Стари“ (на немски: Eberhard IV von Erbach; * пр. 1269; † 22 април 1312) е шенк на Ербах и господар на Михелщат.

## Произход и наследство
Той е син на шенк Еберхард III фон Ербах († 21 юли 1269) и съпругата му Анна фон Бикенбах († 1255/сл. 1269), дъщеря на Готфрид I фон Бикенбах († 1245) и съпругата му Агнес фон Даун († 1254). Брат е на Конрад II шенк на Ербах († 16 май 1279), на Йохан I фон Ербах шенк на Ербах-Райхенберг († 9 юни 1296), и на Хайнрих († сл. 1278), монах в Шьонау.
През 1270 г. Ербахите правят първата подялба, от която се създават трите линии:
- Стара линия Ербах-Ербах (до 1503)
- Средна линия Ербах-Райхенберг (Фюрстенау)
- Млада линия Ербах-Михелщат (до 1531)

Еберхард IV получава замък и град Михелщат. Замъкът Райхенберг остава обща собственост. През 1307 г. пфалцграф Рудолф I фон Пфалц по време на конфлктите между Курпфалц и Курмайнц разрушава град Михелщат, замък Михелщат и замък Райхенберг. Еберхард IV бързо възстановява замъка си.

## Фамилия
Еберхард IV се жени сл. 1259 г. за Юта фон Вайнсберг († сл. 1259), дъщеря на Конрад II фон Вайнсберг († 1264) и Ирменгард фон Мюнценберг (Имагина) († пр. 1269). Те имат две деца:
- Еберхард VII фон Ербах († 11 март 1327), шенк на Ербах и господар на Михелщат, женен за Имагина фон Спонхайм-Кройцнах (* пр. 1323; † 25 юли 1341)
- Юта († 1340), абатиса в Зелигентал